# Melita Župevc
Melita Župevc, slovenska novinarka in političarka, * 16. junij 1978, Trbovlje.
Bila je državna sekretarka v Kabinetu predsednika vlade Roberta Goloba, pristojna za strateško komuniciranje. Od 11. avgusta 2024 opravlja funkcijo stalne predstavnice pri OVSE na Dunaju.

## Življenjepis
Leta 1996 je maturirala na Gimnaziji Trbovlje in nato nadaljevala študij novinarstva in sociologije na Fakulteti za družbene vede v Ljubljani, kjer je diplomirala leta 2003. Do leta 2001 je delala na Radiu Trbovlje in lokalnih medijih, nato pa je v letih 2001−2005 delala na POP TV. Pozneje je bila: tiskovna predstavnica LDS (2005–07), tiskovna predstavnica SD (2007), svetovalka predsednika Republike Slovenije za odnose z javnostmi (2007–08) in ponovno tiskovna predstavnica SD (2008). Leta 2008 je bila izvoljena v Državni zbor Republike Slovenije, kjer je bila članica naslednjih skupin:
- Odbor za zunanjo politiko (članica),
- Odbor za obrambo (članica),
- Mandatno-volilna komisija (članica),
- Preiskovalna komisija za ugotovitev politične odgovornosti zaradi suma vpletenosti pri financiranju spornih menedžerskih prevzemov in pomanjkljive prevzemne zakonodaje (namestnica člana),
- Preiskovalna komisija za ugotovitev in oceno dejanskega stanja izdajanja in financiranja brezplačnih tednikov "Slovenski tednik" in "Ekspres" (predsednica),
- Preiskovalna komisija za ugotovitev politične odgovornosti nosilcev javnih funkcij v zadevi Patria (namestnica člana),
- Delegacija Državnega zbora v Parlamentarni skupščini NATO (članica),
- Skupina prijateljstva z Avstralijo (članica),
- Skupina prijateljstva z Brazilijo (članica) in
- Skupina prijateljstva z ZDA (članica).

Na državnozborskih volitvah leta 2011 je kandidirala na listi Pozitivne Slovenije in bila izvoljena za poslanko. Junija 2022 je postala državna sekretarka v Kabinetu predsednika vlade Roberta Goloba, pristojna za strateško komuniciranje. Z 11. avgustom 2024 je postala vodja Stalnega predstavništva Republike Slovenije pri OZN, OVSE in drugih mednarodnih organizacijah na Dunaju.
Njen partner je nekdanji slovenski predsednik vlade Tone Rop.